# 瀬尾和子
瀬尾 和子（せお かずこ、1971年2月21日 - ）は、元札幌テレビ放送アナウンサー。千葉県流山市出身。血液型はO型。

## 略歴
- 東京女子大学現代文化学部コミュニケーション学科卒。
- 1993年～2000年　札幌テレビ放送アナウンサー。
- 家庭の事情により退社。
- 圭三プロダクション所属（～2005年?）
- 結婚後、彫金作家。広島県在住。

## 主な担当番組
- 札幌ふるさと再発見
- 9時ですリクエストプラザ
- 日曜朝から元気です
- オハヨー!ほっかいどう
- ホットラインPART2
- ミュージックヒートアップ
- ニュースダッシュ
- どさんこワイド（旅のおかずレポート他）他
- 雪まつり　歌の祭典　MC